# Божко Андрій Валерійович
Андрі́й Вале́рійович Божко́ (01 жовтня 1996 ― 03 вересня 2022) — військовик Збройних сил України, учасник російсько-української війни.

## Життєпис
Народився в Києві, навчався в СЗШ № 281. У 2017 році закінчив факультет податкової міліції Університету державної фіскальної служби України.
Працював у податковій міліції, потім помічником адвоката, останнє місце роботи — юридичний відділ фінансової компанії.
У 2019 році перебував як старший уповноважений з ОВС управління оперативного забезпечення на окремих територіях зон АТО.
З першого дня повномасштабного вторгнення добровольцем пішов до військкомату. Був стрільцем-санітаром стрілецького відділення стрілецького батальйону в/ч А0409.
Загинув під Харковом 3 вересня 2022 року під час артилерійського обстрілу та штурму бойових позицій.
Похований на Софіївсько-Борщагівському кладовищі в м. Вишневому.

## Нагороди
- Орден «За мужність» III ступеня (2023)[2]

Нагороджений медаллю «Честь. Слава. Держава», відзнакою «За заслуги» та подяками.